# CSN 2012
CSN 2012 es un álbum en directo del grupo Crosby, Stills & Nash, publicado por la compañía discográfica Atlantic Records en julio de 2012. El álbum, publicado también como DVD y Blu Ray, documenta la gira que el trío realizó en 2012 e incluye temas clásicos de la formación así como una versión de la canción de Bob Dylan «Girl from the North Country».

## Historia
Tras reunirse en el concierto benéfico Bridge School Benefit en 2010, los miembros supervivientes de Buffalo Springfield -Stephen Stills, Richie Furay, y Neil Young- tocaron siete conciertos en el área de California en 2011. A continuación, el grupo planeó una gira completa, pero después de contratar a personal y de haber asegurado varios locales, Young abandonó abruptamente la gira para trabajar con Crazy Horse en dos nuevos trabajos: Americana y Psychedelic Pill. Stills se encontró en una situación semejante a la que Young generó tras abandonar la gira de promoción de Long May You Run, por lo que contactó con David Crosby y Graham Nash. Ambos cancelaron sus planes para hacer una gira como dúo y se reunieron son Stills, emprendiendo una gira conjunta.

## Lista de canciones
| Disco uno |                      |                                                |          |  |
| N.º       | Título               | Escritor(es)                                   | Duración |  |
| 1.        | «Carry On/Questions» | Stephen Stills                                 | 8:43     |  |
| 2.        | «Marrakesh Express»  | Graham Nash                                    | 3:44     |  |
| 3.        | «Long Time Gone»     | David Crosby                                   | 6:30     |  |
| 4.        | «Military Madness»   | Graham Nash                                    | 4:16     |  |
| 5.        | «Southern Cross»     | Stephen Stills, Richard Curtis, Michael Curtis | 5:09     |  |
| 6.        | «Lay Me Down»        | James Raymond                                  | 5:08     |  |
| 7.        | «Almost Gone»        | Graham Nash, James Raymond                     | 4:33     |  |
| 8.        | «Wasted on the Way»  | Graham Nash                                    | 3:33     |  |
| 9.        | «Radio»              | David Crosby                                   | 3:48     |  |
| 10.       | «Bluebird»           | Stephen Stills                                 | 7:18     |  |
| 11.       | «Déjà Vu»            | David Crosby                                   | 13:18    |  |
| 12.       | «Wooden Ships»       | David Crosby, Paul Kantner, Stephen Stills     | 10:40    |  |

| Disco dos |                               |                |          |  |
| N.º       | Título                        | Escritor(es)   | Duración |  |
| 1.        | «Helplessly Hoping»           | Stephen Stills | 5:02     |  |
| 2.        | «In Your Name»                | Graham Nash    | 5:06     |  |
| 3.        | «Girl from the North Country» | Bob Dylan      | 4:51     |  |
| 4.        | «As I Come of Age»            | Stephen Stills | 4:09     |  |
| 5.        | «Guinnevere»                  | David Crosby   | 7:01     |  |
| 6.        | «Johnny's Garden»             | Stephen Stills | 5:22     |  |
| 7.        | «So Begins the Task»          | Stephen Stills | 4:03     |  |
| 8.        | «Cathedral»                   | Graham Nash    | 7:58     |  |
| 9.        | «Our House»                   | Graham Nash    | 3:46     |  |
| 10.       | «Love the One You're With»    | Stephen Stills | 7:14     |  |
| 11.       | «For What It's Worth»         | Stephen Stills | 5:55     |  |
| 12.       | «Teach Your Children»         | Graham Nash    | 5:06     |  |
| 13.       | «Suite: Judy Blue Eyes»       | Stephen Stills | 9:20     |  |

## Personal
- David Crosby: voz y guitarra rítmica
- Stephen Stills: voz, guitarras y teclados
- Graham Nash: voz, guitarras y teclados
- Shane Fontayne: guitarra
- James Raymond: teclados y coros
- Todd Caldwell: órgano
- Kevin McCormick: bajo
- Steve DiStanislao: batería